# غلينك
غلينك هي قرية في مقاطعة طالقان، إيران. عدد سكان هذه القرية هو 927 في سنة 2006.